# Каєтан Солтик
Каєтан Ігнацій Солтик (12 листопада 1715 — 30 липня 1788) — польський церковний і державний діяч, єпископ київський (1756 — 1759) і краківський (1759 — 1788).

## Біографія
Представник шляхетського роду Солтик герба Солтик. Син каштеляна люблінського Юзефа Солтика і Констанції Джевецької. Брат воєводи Ленчицького Томаша Солтика і каштеляна варшавського Мацея Солтика. Його племінником був Станіслав Солтик, польський політичний і державний діяч. Користувався підтримкою магнатів Потоцьких, насамперед примаса Теодора Потоцького, який призначив його каноніком ловицького і ленчицького. Був вихований єзуїтами і прийняв духовний сан в 1732 році. В 1735-1738 роках вивчав теологію в Римі. У жовтні 1736 року був призначений каноніком Гнезненського.
Після смерті примаса Теодора Потоцького Каєтан Солтик перейшов на службу до єпископа краківського Яна-Олександра Ліпського, який призначив його каноніком краківським. В 1740 році угнезненський капітул обрав Каетана Солтик віце-президентом коронного трибуналу. В 1749 році єпископ київський Самуїл Ожга призначив Каєтна Салтика коад'ютером Київської єпархії. 7 лютого 1751 року в Житомирі Каєтан Солтик осв'ятив кафедральний собор (костел) св. Софії.
В 1756 році 16 липня після смерті Самуїла Ожґі Каєтан Солтик в місті Бердичеві проходив обряд коронації єпископа київського, займав цю посаду три роки. Після смерті єпископа краківського Анджея Станіслава Залуського в 1759 році був зведений в сан єпископа краківського.
Каєтан Солтик заснував першу семінарію в київській єпархії, побудував єпископський палац в Житомирі. Був прихильником саксонської династії Веттінів, був прихильником королівської партії під керівництвом Генрика фон Брюля і Єжи Августа Мнішека. За правління Августа III був членом так званої старореспубліканской партії. В 1753 році був залучений в судовий процес проти євреїв, в результаті якого тринадцять з них були засуджені до смертної кари.
У політиці Каєтан Солтик використовував всі засоби — від кумівства до підробки документів і підкупу місцевої шляхти на місцевих сеймиках. Під час правління Августа III він став одним з важливих політиків при королівському дворі, тісно співпрацював з фактичним правителем Польщі графом Генриком фон Брюлем. Однак з початку 1760-х років у зв'язку з різними конфліктами став віддалятися від Брюля.
В 1763 році після смерті польського короля Августа III єпископ краківський Каєтан Солтик, запеклий противник Чарторийських, виступав проти обрання на королівський престол Станіслава Августа Понятовського, але потім, через погіршення здоров'я, дещо дистанціювався від політики.
Каєтан Солтик повернувся в політику в середині 1760-х років, коли російський посол князь Рєпнін Микола Васильович, який мав великий вплив в Речі Посполитій, став підтримувати уніатів, протестантів і православних і вимагати рівноправності з римо-католиків. В 1767 році на Репнінському сеймі Каєтан Солтик виступив проти всевладдя Рєпніна. 14 жовтня 1767 року за наказом посла єпископ краківський був заарештований і разом з трьома іншими польськими сенаторами Юзефом Анджеєм Залуським, Вацлавом Жевуським і Северином Жевуським відправлений на заслання в Калугу. Каєтан Солтик виступав проти надання уніатам, православним і протестантам рівних прав з католиками (дисидентське питання), він видав спеціальний маніфест, закликав до молитви за збереження віри і національної свободи.
В 1773 році Каєтан Солтик був звільнений із заслання і повернувся до Польщі. Він намагався організувати опір, спрямоване проти визнання першого поділу Речі Посполитої. Незабаром єпископ впав в меланхолію і вступив в гарячу суперечку з міським головою Кракова, який зажадав від уряду усунути його від сану. В 1782 році король Станіслав Понятовський і члени Постійної Ради заявили, що єпископ краківський Каєтан Солтик впав в безумство. Була створена спеціальна комісія для розслідування, після якого Каєтан Солтик був позбавлений кафедри.
Кавалер ордена Білого Орла (1757 р.) і ордена Святого Станіслава (1779 р.).